# Волфрам
Волфрам (W, лат. wolframium) прелазни је метал B групе са атомским бројем 74. Име је добио по немачкој речи Wolfram која означава безвредан метал. Спада у прелазне метале. Волфрам је сребрени сјајни метал, у свом чистом стању је крхак тешки метал, велике релативне густине. Међутим, чисти монокристални волфрам је дуктилнији и може се резати тестером од тврдог челика. Међу свим металима (у чистом стању) има највишу тачку топљења и другу највишу тачку кључања. Његова густина је 19,25 грама по кубном центиметру, упоредива са густином уранијума и злата и много већа (око 1,7 пута) од олова.
Његова најпознатија употреба је као жарећа нит (филамент) у сијалицама. Волфрам је заступљен у земљиној кори у количини од 1 ppm (енгл. parts per million). Најважнији минерали волфрама су: шелит  и волфрамит }}

## Историја
Већ у 16. веку фрајбершки минералог Георгиј Агрикола је описао проналазак минерала међу рудом калаја из Саксоније, који је прилично отежавао добијање калаја јер је повећавао удео шљаке у руди. Управо део његовог имена волф (нем. Wolf - вук) је изведен из ове особине, јер је тај минерал дословно јео руду калаја попут вука. Да ли се тада радило о минералу волфрамиту чак ни данас није са сигурношћу познато, јер је он описивао лакоћу тог минерала. Агрикола је тај минерал назвао lupi spuma, што на латинском значи отприлике вучја пена. Касније је назван волфрам, из средњенемачког rām, отпад, чађ, јер се црносиви метал врло лако могао самлети и тада је изгледом подсјећао на чађ. Његов међународни хемијски симбол W је изведен из немачког Wolfram.
У енглеском, италијанском и француском језику, овај метал се назива tungsten што је изведено из шведског Tung Sten, дословног значења тешки камен. Међутим, у шведском језику у то време, волфрам се није називао тим именом, него калцијум волфрамат. У њему је немачко-шведски хемичар Карл Вилхелм Шеле 1781. године открио до тада непознату со. Чисти волфрам су добили 1783. године шпански научници браћа Фаусто и Хуан Хозе Елхујар, вођени Шелеовим открићима, путем редукције волфрам триоксида, а који су добили из волфрамита.

## Особине

### Физичке
Волфрам је сребрени, сјајни метал, у чистом стању се лако извлачи. Има веома велику густину, тврдоћу и чврстоћу. Густина волфрама је готово равна густини злата, а Бринелова тврдоћа му износи 250 ХБ. Отпорност на извлачење волфрама износи од 550-620 N/mm2 до 1920 N/mm. Метал егзистира у стабилној кубној-просторно центрираној α модификацији са параметром решетке од 316 pm при собној температури. Ова врста кристалне структуре се често назива и волфрамска врста. Код супстанце за коју се каже да има метастабилну β-модификацију волфрама (изобличену кубну просторно-центрирану), ради се заправо о оксиду богатим волфрамом W3O.
Волфрам има највишу тачку топљења од 3422 ° као и највишу тачку кључања од 5930 ° од свих хемијских елемената. Једино се угљеник не топи, али на температури од 3642 ° сублимира директно у гасовито стање.
Волфрам је супрапроводник при критичној температури од око 15 .

### Хемијске
Волфрам је хемијски врло отпоран метал, којег на собној температури не нападају киселине попут царске воде или флуороводоничне киселине. Међутим, може се растворити у смеши флуоридне и азотне киселине те у истопљеној смеши алкалних нитрата и карбоната.

### Изотопи
Позната су 33 изотопа волфрама и пет нуклеарних изомера. Од њих се само пет изотопа јавља у природи: 180W, 182W, 183W, 184W и 186W. Изотоп волфрама 184W је највише заступљен у природи. Свих пет природних изотопа би, теоретски, могли бити нестабилни, пошто се током CRESST експеримента 2004. године у Laboratoriji nazionali del Gran Sasso дошло до попратног резултата при потрази за тамном материјом да се изотоп 180W распада алфа-распадом. У том експерименту израчунато је његово време полураспада од 1,8 трилиона година, а такав распад се у нормалним лабораторијским условима није могао доказати. Радиоактивност овог природног изотопа је тако мала, да се за све практичне сврхе може потпуно занемарити. Претпостављено време полураспада код друга четири природна изотопа би, по данашњем стању науке, могло бити још и дуже, око осам трилиона година. Вештачки радиоактивни изотопи волфрама имају врло кратка времена полураспада и крећу се од 0,9 ms код 185W до 121,2 дана код 181W.

## Распрострањеност
Удео волфрама у Земљиној кори се креће око 0,0001 g/t односно око 0,0064 посто по тежини. До данас овај метал није пронађен у самородном облику у природи. Руска академија наука је 1995. године објавила извјештај о постојању самородног волфрама, мада то откриће није потврђено од стране Међународне минеролошке организације (IMA) i njene komisije za nove minerale, nomenklaturu i klasifikaciju (CNMNC). Познати су многи минерали волфрама, углавном оксида те волфрамата. Најважније руде волфрама су волфрамит  и шелит . Осим њих, постоје и други волфрамови минерали попут штолцита  и тунептита .
Највећа свјетска налазишта волфрама налазе се у Кини, Перуу, САЂу, Кореји, Боливији, Казахстану, Русији, Аустрији и Португалу. У Немачкој, волфрамова руда може се пронаћи у „Рудном горју” Erzgebirge. Доказане и вероватне светске резерве чистог волфрама износе око 2,9 милиона тона. У Европи најпознатије налазиште волфрама налази се у долини Фелбертал у аустријској савезној покрајини Салцбург.

## Добијање
Свјетска производња чистог волфрама 2006. године износила је 73.300 тона. Убедљиво највећи светски произвођач волфрама је Кина, где се производи више од 80% овог метала. Државе са највећом производњом волфрама у 2006. години биле су:
| Ранг | Држава         | Произведена количина (у тонама годишње) |
| ---- | -------------- | --------------------------------------- |
| 1    | Кина           | 62.000                                  |
| 2    | Русија         | 4.500                                   |
| 3    | Канада         | 2.500                                   |
| 4    | Аустрија       | 1.350                                   |
| 5    | Португалија    | 900                                     |
| 6    | Северна Кореја | 600                                     |
| 7    | Боливија       | 530                                     |
| 8    | остале државе  | 900                                     |

Волфрам се не може добити редукцијом са угљем из оксидних руда, јер том реакцијом настаје волфрам карбид.
Додавањем раствора амонијака настаје комплекс у облику амониј-параволфрамата (APW). Он се исфилтрира из раствора и затим се на температури 600 ° претвара у релативно чисти волфрам триоксид. Жарењем се из њега добија волфрам(VI) оксид (WO3) који се при температури од 800 ° у атмосфери водоника редукује до челичносивог волфрама:
{\displaystyle \mathrm {WO_{3}+3\ H_{2}\longrightarrow W+3\ H_{2}O} }
Овим поступком настаје сиви прах волфрама, који се најчешће згрушњава у калупима те се синтерује у шипке помоћу електричне струје. На температурама преко 3400 ° компактни метал волфрама се може истопити у посебним електролучним пећима у редуцираној атмосфери водоника.